# Saint-Ferjeux
Saint-Ferjeux é uma comuna francesa na região administrativa de Borgonha-Franco-Condado, no departamento de Alto Sona. Estende-se por uma área de 1,77 km². Em 2010 a comuna tinha 81 habitantes (densidade: 45,8 hab./km²).